# Phrixosceles pteridograpta
Phrixosceles pteridograpta är en fjärilsart som beskrevs av Edward Meyrick 1935. Phrixosceles pteridograpta ingår i släktet Phrixosceles och familjen styltmalar. Inga underarter finns listade i Catalogue of Life.